# Klimahaus Bremerhaven

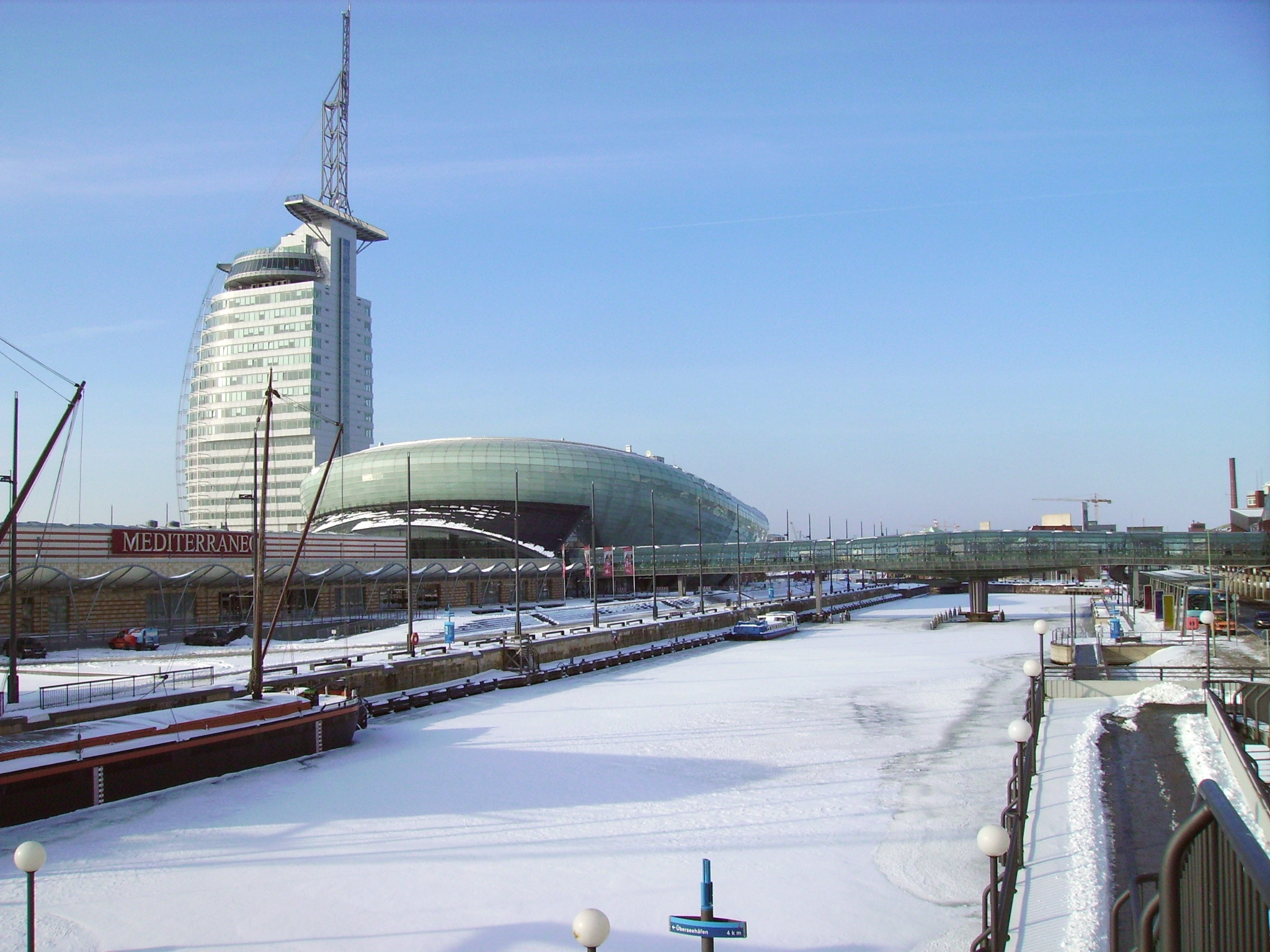
Vista de la zona portuaria con la Klimahaus Bremerhaven en primer plano

Klimahaus Bremerhaven 8° Ost (en español: Casa del Clima Bremerhaven 8° Este) es un museo científico ubicado en la ciudad portuaria de Bremerhaven (Alemania noroccidental). Cuenta con una exposición original e interactiva que versa sobre el clima y el cambio climático y que está dividida en cuatro secciones temáticas. Fue abierto al público el 26 de junio de 2009.

## Edificio
El edificio se encuentra emplazado en el puerto de la ciudad, en el área denominada Havenwelten (Mundos portuarios), una zona comercial, cultural y de esparcimiento. Cubre un área de unos 18.800 m², de los cuales  11.500 m² están dedicados a la exposición en sí. Se trata de una construcción moderna de geometría libre, cuya forma recuerda a una ballena, con una longitud de 125 m y una anchura de 82 m. Consta de dos cuerpos complementarios: la capa exterior cubierta con más de 4.000 cristales oscuros se apoya en una estructura a base de vigas de acero y cuerpo de hormigón.
La decoración interna es también moderna y funcional. Predominan los espacios y formas libres: los conceptos de plantas, techos y paredes pierden su sentido para dar paso a un espacio continuo formado por secciones o galerías y conectados por escaleras y rampas. Aparte del área de la exposición, el edificio alberga una tienda, una cafetería, un restaurante, las oficinas administrativas, una mediateca y las áreas técnicas.
Participantes en el proyecto fueron el arquitecto Thomas Klumpp y su equipo (diseño), así como las firmas Petri & Tiemann (concepto y apoyo técnico), agn Niederberghaus & Partner (construcción) y Kunstraum Gfk mbH (diseño y decoración de la exposición). El monto de la inversión fue de aproximadamente 70 millones de euro, provenientes en parte de fondos públicos promovidos por el Ministero Federal de Economía y Tecnología de Alemania y en parte por fondos europeos.

## Exposición
La exposición está dividida en cuatro secciones temáticas: Reise, Elemente, Perspektiven y Chancen que, si bien se complementan, están concebidas para poder visitarse independientemente.
- Sección Reise ("viaje"): es la más grande de las cuatro (4.800 m² de superficie) y representa el cuerpo central de la exposición. El objetivo de esta sección consiste en seguir el viaje realizado por un explorador alemán a lo largo del meridiano 8° E (y su contarparte y continuación, el meridiano 172° O), partiendo de la ciudad de Bremerhaven, y pasando por nueve estaciones ubicadas sobre este meridiano y que representan diferentes zonas climáticas de nuestro planeta; se eligió en meridiano 8° E por ser sobre el cual se encuentra esta ciudad. Las estaciones por orden de visita son:

| Nr. | Estación                 | País           | Clima             |
| --- | ------------------------ | -------------- | ----------------- |
| 1   | Bremerhaven              | Alemania       | Punto de partida  |
| 2   | Isenthal                 | Suiza          | Alta montaña      |
| 3   | Cerdeña                  | Italia         | Mediterráneo      |
| 4   | Kanak                    | Níger          | Desierto          |
| 5   | Ikenge                   | Camerún        | Ecuatorial        |
| 6   | Tierra de la Reina Maud  | Antártida      | Polar             |
| 7   | Satitoa                  | Samoa          | Sabana            |
| 8   | Isla San Lorenzo, Alaska | Estados Unidos | Tundra            |
| 9   | Hallig Langeneß          | Alemania       | Templado oceánico |

El viaje comienza en la parte alta del edificio y conforme se recorre la exposición se va bajando gradualmente en lo que podría llamarse una espiral, cuyo centro es el fin de la primera sección y está ubicado en la parte baja, enfrente del vestíbulo del edificio. Cada estación contiene numerosas fotos y vídeos informativos y una decoración y ambientación fieles a la zona climática que representa. Así, en la zona desértica se usa una luz potente de matices rojizos y una atmósfera seca y caliente, en las secciones tropicales, por contraparte, se hace uso de humificadores atmosféricos. La región polar está alojada en una cámara aislada térmicamente con paredes, techo y suelo de color blanco, y mantenida a una temperatura bajo cero. Por otra parte, en cada estación es el visitante recibido virtualmente por una persona o una familia oriunda de dicha localidad que servirá de anfitriona y guía a través de ese trayecto.
- Sección Elemente ("elementos"): esquematiza cómo interactúan el clima y el tiempo atmosférico, cómo se originan los fenómenos meteorológicos, para aclarar cómo funciona el complejo sistema climatológico total. En una serie de ejemplos interactivos, los visitantes pueden experimentar con los elementos fuego, tierra, agua y aire para formar, por ejemplo, tormentas o erupciones volcánicas en miniatura.

- Sección Perspektiven ("perspectivas"): representa cómo ha cambiado el clima mundial a lo largo del tiempo, partiendo del clima en el pasado hasta el clima del presente, mostrando los diferentes períodos y cambios climáticos que la Tierra ha vivido, y haciendo una proyección hacia el futuro, dando especial importancia al actual calentamiento global, sus causas y consecuencias. En esta sección se presentan los últimos avances relativos a la investigación relacionada con el cambio climático.

- Sección Chancen ("oportunidades"): concebida para brindar al visitante medidas para reducir los efectos del cambio climático. Así, por ejemplo, hay un par de cámaras temáticas donde se muestra en forma de juego cómo reducir las emisiones de CO2 en la vida diaria.

## Colaboración científica y patrocinio
Este museo temático cuenta con la colaboración de diversas instituciones científicas de renombrado prestigio en Alemania, entre otras el Instituto Alfred Wegener para la Investigación Polar y Marina (Alfred-Wegener-Institut für Polar- und Meeresforschung), el Instituto Max Planck de Meteorología (Max-Planck-Institut für Meteorologie) y la Deutscher Wetterdienst (Estación meteorológica alemana). Además cuenta con el patrocinio de un par de firmas alemanas.

## Protección ambiental
La Klimahaus utiliza una enorme cantidad de energía, en forma de gas y corriente eléctrica, para mantener en funcionamiento continuo los diferentes ambientes climáticos (calefacción y aire acondicionado), los enormes acuarios y los efectos especiales. El proyecto de construcción presentó un diseño ecológicamente sostenible y respetuoso con el medio ambiente, tanto en los materiales de construcción como en el requerimiento energético del museo.
Una buena parte del requerimiento energético se cubre por medio de energías alternativas: unas placas fotovoltaicas han sido instaladas en el techo, cubriendo así la demanda eléctrica de la sección Chancen. El edificio fue cimentado mediante 500 pilotes activados geotérmicamente, cuyo diámetro llega a alcanzar hasta los 60 cm, y que están incrustados 25 m en la tierra; los pilotes contienen en total 21 km de tubos plásticos por los cuales se inyecta una solución de agua y glicol, esta solución entra en ebullición rápidamente con el calor interno de la tierra y el vapor producido es bombeado directamente a los sistemas de calefacción.